# Ephemerum capense
Ephemerum capense är en bladmossart som beskrevs av C. Müller 1888. Ephemerum capense ingår i släktet dagmossor, och familjen Ephemeraceae. Inga underarter finns listade i Catalogue of Life.